# Brachaelurus colcloughi
Espèce
Répartition géographique
Statut de conservation UICN

 VU  : Vulnérable
Le Requin aveugle gris-bleu (Brachaelurus colcloughi) est une espèce de requin de la famille des Brachaeluridae.

## Taxonomie
Le Requin aveugle gris-bleu a été décrit par l'ichtyologiste australien James Douglas Ogilby en 1908. Il a nommé ce requin en l'honneur de son ami, John Colclough.
En 1940, Gilbert Percy Whitley publie les premières illustrations de Brachaelurus colcloughi. Elles étaient malheureusement inexactes, et une grande confusion taxinomique s'est produite. Cela a été résolu quand le musée du Queensland a obtenu de nouveaux spécimens,.

## Description
Le requin aveugle des roches mesure entre 60 et 80 cm. Sa coloration est gris-bleu dans sa partie antérieure et brun dans sa partie postérieure.

## Habitat
Il vit dans le Pacifique Ouest dans le Pacifique ouest, de 12 à 29° Sud principalement le long de la côte du Queensland en Australie. Il arpente les fonds récifaux dans la zone intertidale.

#### GenreHeteroscyllium
- (fr + en) ITIS : Heteroscyllium Regan, 1908
- (en) Animal Diversity Web : Heteroscyllium

#### EspèceHeteroscyllium colcloughi
- (en + fr) FishBase : espèce Brachaelurus colcloughi Ogilby, 1908 (+ traduction) (+ noms vernaculaires 1 & 2)
- (en) WoRMS : Brachaelurus colcloughi Ogilby, 1908 (+ liste espèces)
- (fr + en) ITIS : Heteroscyllium colcloughi (Ogilby, 1908)
- (en) Animal Diversity Web : Heteroscyllium colcloughi
- (en) UICN : espèce Heteroscyllium colcloughi (Ogilby, 1908)